# Csajokamotoron.hu
A Csajokamotoron.hu Magyarország első motoros nőknek szóló internetes portálja.
Alapítója Wéber Anikó (NaNa), motoros szakújságíró korábban 12 évig egy motoros magazinnál dolgozott, ahol motoros találkozókon mindig készítettek interjút nőkkel arról, hogy náluk hogyan kezdődött a motor-szerelem. A magazinnál volt egy olyan rovat is, hogy "Csajok a motoron". Egy évtizedes motoros újságírói tapasztalattal a háta mögött 2006. június 26-án indított ezzel a névvel online magazint és közösségi fórumot a saját motorkerékpárjukat vezető nők számára.

## A honlap célja
A honlap célja, hogy információkkal segítse a motorozni vágyó nőket az elindulásban és hírekkel szolgáljon a motorkerékpár szektor nőket érintő újdonságaival kapcsolatban. A magazin témái között motoros rendezvények beszámolói, motor- és felszerelés tesztek, motoros nők bemutatkozásai és egyéb motoros hírek olvashatók a nagyvilágból, emellett  a Magyarországon motorozó motoros lányoknak találkozási, ismerkedési helyet biztosít. Az alapítás után két évvel, 2008-ban 2815, négy évvel az indulás után már több, mint 4000 regisztrált tagjuk volt, a honlapot havonta átlag 70 000-en látogatták. Az oldalon tesztpilóták beszámolója mellett jó tanácsok, programajánlatok, adok-veszek rovat, és a motorsporttal kapcsolatos újdonságok is olvashatók.
A Csajok a motoron oldalhoz közösségi fórum is tartozik, ahol a tagok közvetlen kapcsolatot tartatnak egymással. A napi információcsere mellett blogot írhatnak, eseményeket és fotókat tehetnek közzé. A hírportált egy webáruház egészíti ki, ahol a motorozás iránt érdeklődő nők a Csajok a motoron logójával ellátott, kis szériás motoros pólókat és más ajándéktárgyakat vásárolhatnak meg.

## Rendezvények
A Csajokamotoron.hu oldal 2007-ben csatlakozott a Nemzetközi Női Motoros Nap-hoz, ami minden év május első szombati napjára esik. Ebből az alkalomból a motoros nők különböző programokon vehetnek részt a Csajok a motoron szervezésében. Habár a Nemzetközi Női Motoros Nap nem kötött program, mint a motorozó nők magyarországi közössége, a Csajok a motoron 2008 óta női motoros felvonulást illetve ingyenes vezetéstechnikai tréninget szervez ilyenkor tagjai számára. A vezetéstechnikai tréningek szervezésében a Pest Megyei Baleset-megelőzési Bizottság és a Hungaroring Motoros Akadémia nyújt segítséget. 2016-ban, a 10. Nemzetközi Női Motoros Nap alkalmából rendezett eseményen már mintegy 100–150 női motoros vett részt. A vezetéstechnikai tréningeken résztvevők három szekcióban vezetéselméleti ismeretekről hallhatnak, speciális, motorosokra szabott elsősegélynyújtó tanfolyamon vesznek részt; az off-road, azaz a terepmotorozás szekcióban, az egyenetlen, csúszós-füves talajon gyakorolhatnak, míg az aszfaltpályán speciális vezetéstechnikai tanácsadás meghallgatása mellett a motor uralását biztosító ügyességi feladatokat végezhetnek.
Minden év június 26-a környékén a Csajok a motoron születésnapja alkalmából motoros túrán vehetnek részt a tagok. A közösség önszerveződésének köszönhetően rendszeresek a kisebb-nagyobb motoros megmozdulások, közös túrák, baráti összejövetelek, amelyek a közösségi felületeken szerveződnek a tagok között. A Csajok a motoron rendszeresen részt vesz motoros rendezvényeken. Évente jótékonysági naptárt készítenek, amelynek bevételét valamely szervezet vagy rászoruló család segítésére fordítják.